# گل‌وش
گل‌وَش نام یکی از مطبوعات استان فارس در دوران قاجاریه است.
این روزنامه از سال ۱۳۳۹ هـ.ق در شیراز به چاپ رسیده است.